# Prarolo
Prarolo – miejscowość i gmina we Włoszech, w regionie Piemont, w prowincji Vercelli.
Według danych na rok 2004 gminę zamieszkiwało 589 osób, 53,5 os./km².